# Cheiracanthium liuyangense
Cheiracanthium liuyangense är en spindelart som beskrevs av Xie et al. 1996. Cheiracanthium liuyangense ingår i släktet Cheiracanthium och familjen sporrspindlar. Inga underarter finns listade i Catalogue of Life.